# NGC 4073
NGC 4073 is een elliptisch sterrenstelsel in het sterrenbeeld Maagd. Het hemelobject werd op 20 december 1784 ontdekt door de Duits-Britse astronoom William Herschel.

## Synoniemen
- UGC 7060
- MCG 0-31-29
- ZWG 13.59
- PGC 38201